# Opius ficedus
Opius ficedus är en stekelart som beskrevs av Papp 1979. Opius ficedus ingår i släktet Opius och familjen bracksteklar. Inga underarter finns listade i Catalogue of Life.